# کیمرا (دیرین‌شناسی)

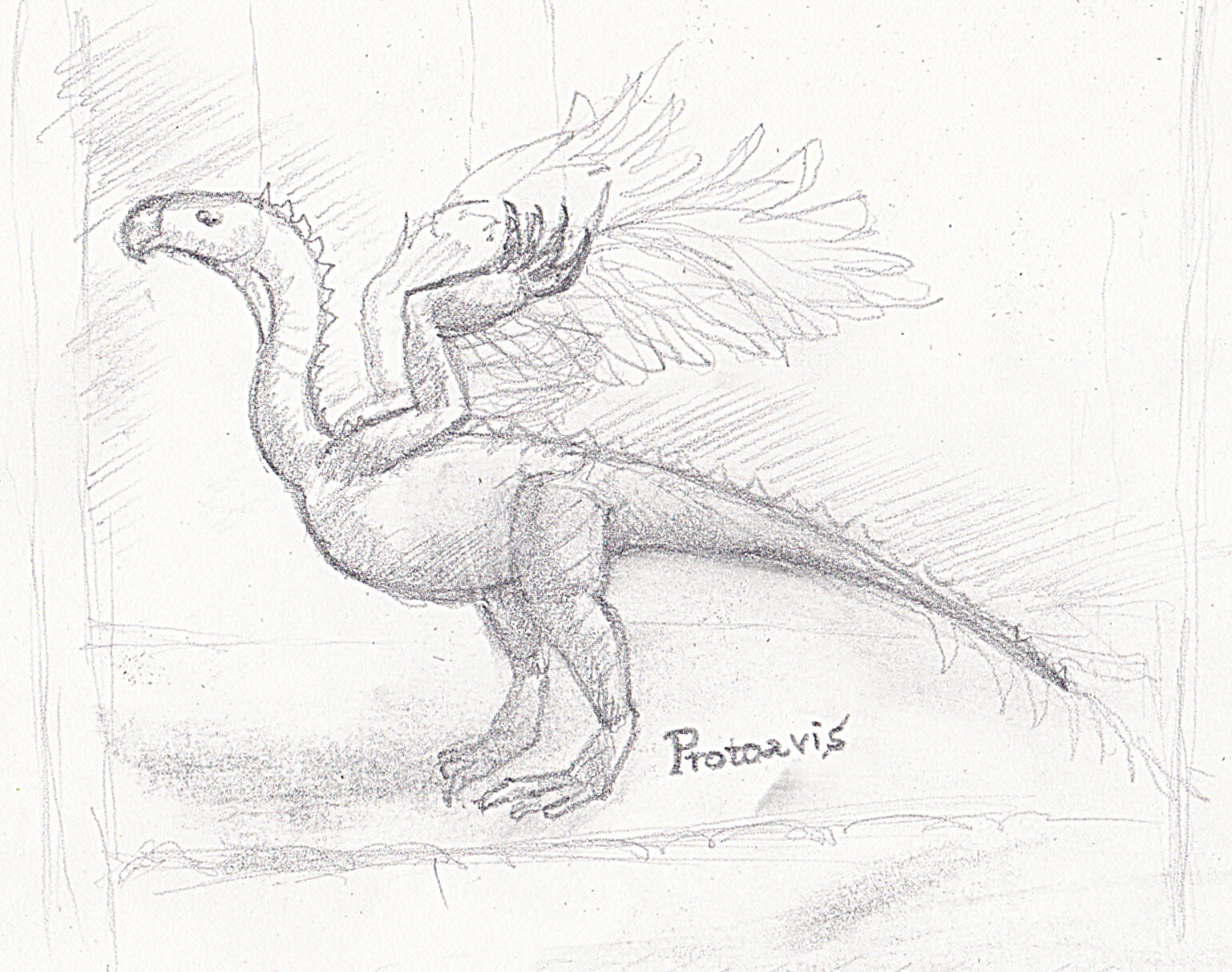
پروتوآویس (Protoavis)، مشهورترین نمونه کیمرا

در دیرینه‌شناسی، کیمِرا (به انگلیسی: Chimera) فسیلی است که با بخش‌هایی که از بدن بیش از یک گونه یا سرده جانوری می‌آیند، بازسازی شده‌است. به عبارت دیگر، آنها اشتباه‌ها یا گاهی حقه‌هایی هستند که توسط دیرینه‌شناسان ساخته می‌شوند و قطعه‌هایی را که از پیکر یک جاندار نمی‌آیند کنار هم قرار می‌دهند. نمونه کلاسیک جانور کایمرا Protoavis است.

## فهرست کیمراهای دیرینه‌شناسی
- آرکئوراپتور[۱][۲]
- دالیان رپتور؟[۳][۴]
- لامتازاروس؟[۵]
- پروتواویس[۶][۷]
- مرد پیلتن[۸]
- اولتراسائوروها[۹]
- پرنده‌چهره (Ornithopsis hulkei)[۱۰]
- Teihivenator[۱۱]
- داکوتاراپتور؟[۱۲]
- آوالونیانوس[۱۳]
- کوتنیچلا؟[۱۴]
- پرتیغ‌نما؟[۱۵]